# Tales of Us
Ne pas confondre avec le duo de disc jockeys Tale Of Us
Tales of us est le sixième album studio du groupe britannique de musique électronique Goldfrapp. Il est sorti le 9 septembre 2013.

## Titres
| No  | Titre    | Durée |
| --- | -------- | ----- |
| 1.  | Jo       | 4:38  |
| 2.  | Annabel  | 4:01  |
| 3.  | Drew     | 4:46  |
| 4.  | Ulla     | 3:49  |
| 5.  | Alvar    | 5:37  |
| 6.  | Thea     | 4:50  |
| 7.  | Simone   | 4:18  |
| 8.  | Stranger | 4:12  |
| 9.  | Laurel   | 4:10  |
| 10. | Clay     | 4:20  |